# Cedusa lugubrina
Cedusa lugubrina är en insektsart som först beskrevs av Stsl 1862.  Cedusa lugubrina ingår i släktet Cedusa och familjen Derbidae. Inga underarter finns listade i Catalogue of Life.